# Tell Brak
Koordinaten: 36° 40′ 0″ N, 41° 3′ 30″ O
Tell Brak ist ein antiker Siedlungshügel (Tell) im Nordosten von Syrien. Er war eine bedeutende städtische Siedlung der Kulturen des 3. und 2. Jahrtausends v. Chr., vor allem der akkadischen und später der hurritischen Zeit sowie des Mitanni-Reiches in Nordmesopotamien. Der antike Name wurde aufgrund von Keilschrifttafeln in sumerischer Sprache als Nagar identifiziert. Tell Brak ist eine der weltweit ältesten Siedlungen mit städtischen Strukturen, die ab dem späten 5. Jahrtausend v. Chr. bestanden.

## Lage

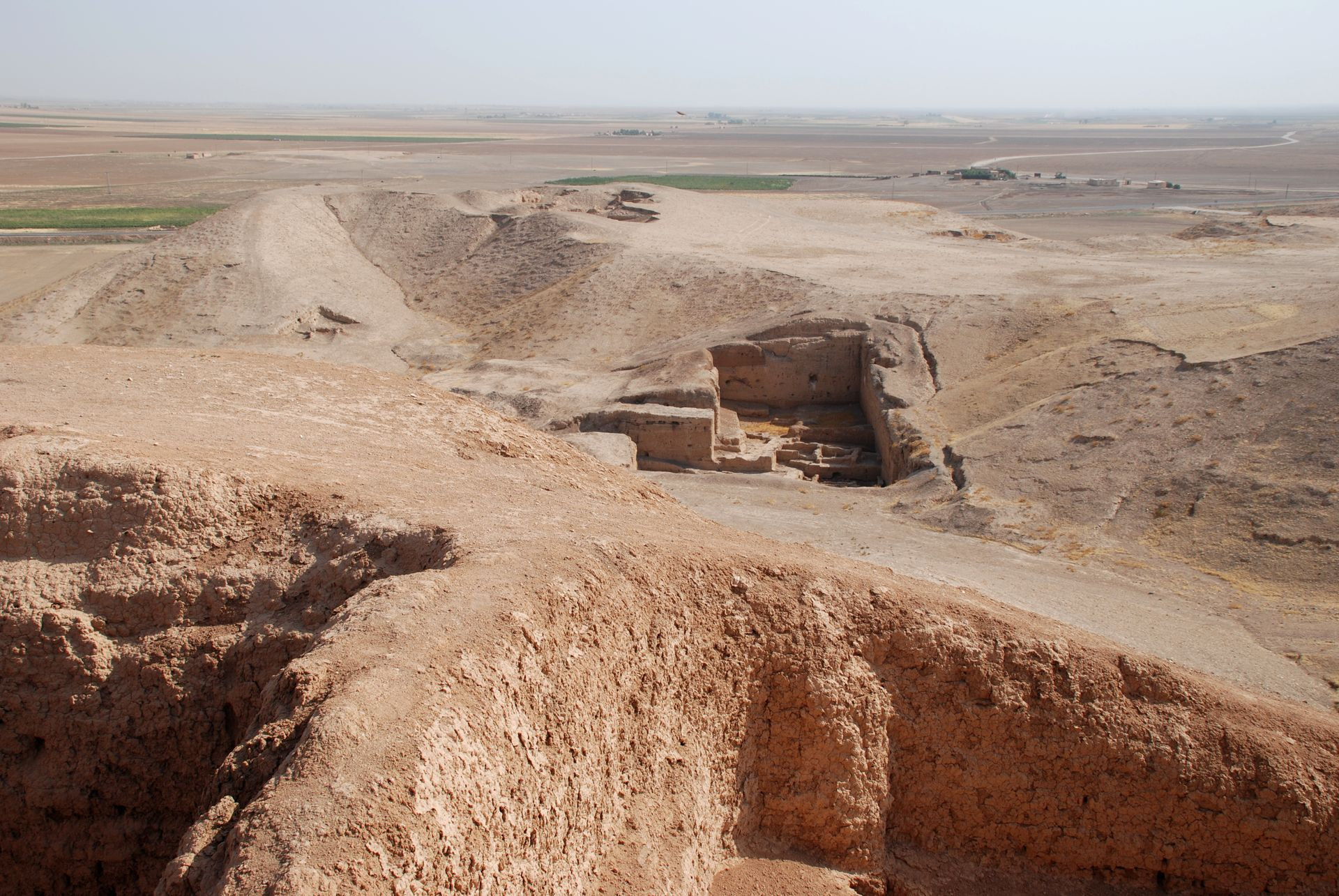
Nordöstliches Viertel des Siedlungshügels. In Bildmitte Gebiet TW mit Schichten aus dem 5. bis zum 3. Jahrtausend. Höchster Punkt. Vorne der verwitterte Bereich des Mitanni-Palastes

Tell Brak liegt in der Dschazira-Ebene  am Dschaghdschagh (antiker Mygdonios), einem östlichen Nebenfluss des Chabur, nahe der Einmündung des Wadi ar-Radd. Vom heutigen Ort Tell Brak an der Straße 45 Kilometer nordöstlich von al-Hasakah in Richtung Qamischli ist der Hügel zwei Kilometer entfernt im Osten zu sehen.

## Namen
In den ab 1975 in Ebla gefundenen über tausend Tontafeln, die vor allem die altsyrische Geschichte in der zweiten Hälfte des 3. Jahrtausends v. Chr. erhellen, ist von der Stadt Nagar die Rede, die heute mit Tell Brak identifiziert wird. Die Bezeichnung Nagar findet sich des Weiteren in Texten von Mari, Tell Beydar und in Inschriften von Tell Brak selbst. Die hurritische Stadt Taidu wird nicht mehr mit Tell Brak, sondern mit Tell Hamidiya in Verbindung gebracht.

## Geschichte

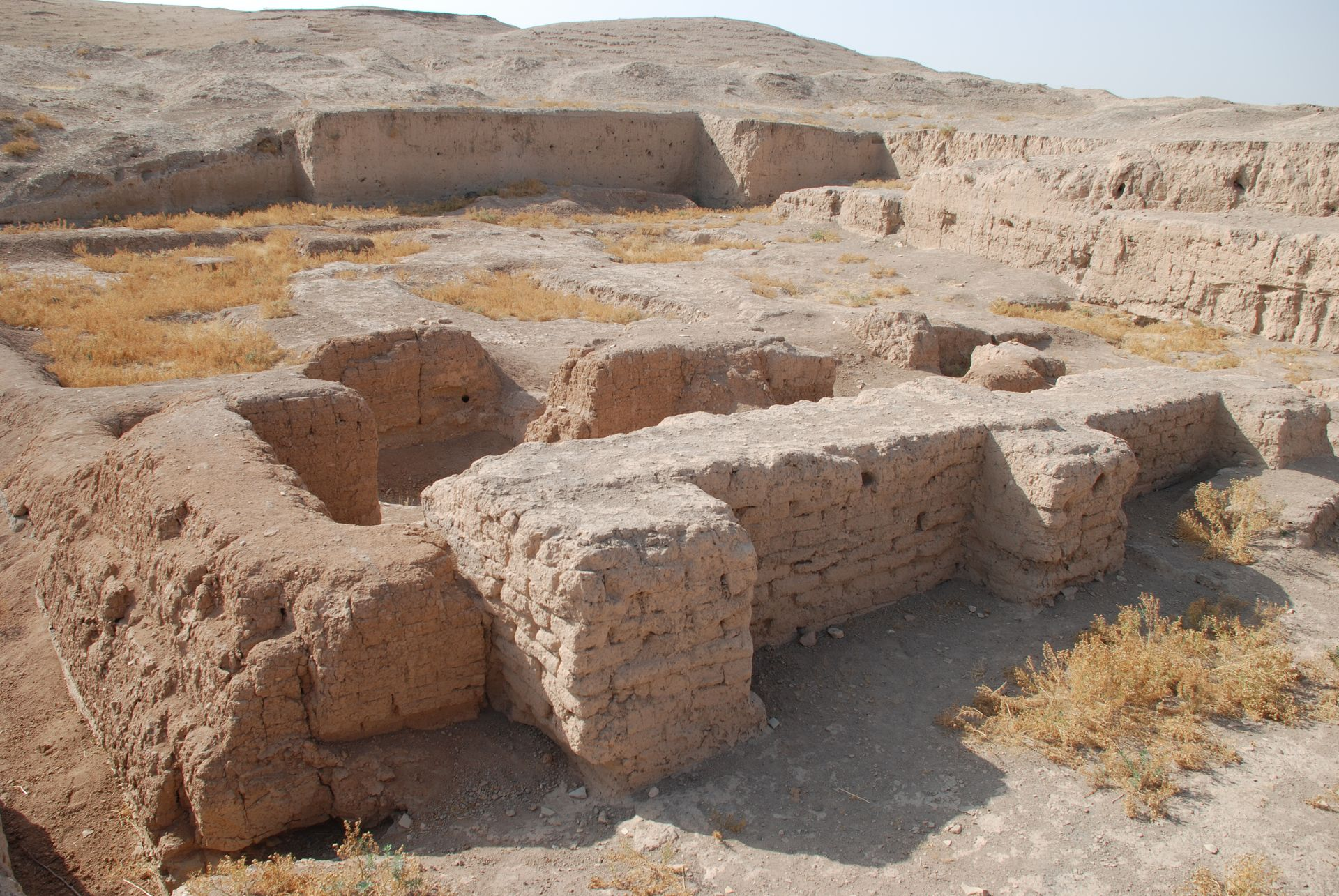
Der von Mallowan ausgegrabene Naram-Sin-Palast in der unteren südlichen Ebene. Mittlerer Bereich von Norden

Die Besiedlungszeit erstreckt sich vom 6. Jahrtausend bis in die frühe Eisenzeit am Ende des 2. Jahrtausends. Bis in römische, byzantinische und frühislamische Zeit wurden an den Rändern Hinweise auf eine Besiedelung entdeckt. Die frühesten, bisher ausgegrabenen Fundstücke im Süden (Gebiet CH) stammen aus der späten Obed-Zeit Mitte des 5. Jahrtausends. Die vermuteten größeren Gebäude dieser Zeit sind durch spätere Überbauung vollkommen zerstört. Etwas besser erhalten fanden sich Reste an einem weiter nördlich gelegenen Hang (Gebiet TW) mit einer Siedlungskontinuität vom Ende des 5. bis zum Anfang des 3. Jahrtausends und Anzeichen, die auf eine Besiedlung aus Uruk hindeuten. Ab ungefähr 3800 v. Chr. lassen große Gebäude, die offensichtlich religiösen und weltlichen Zwecken dienten, darauf schließen, dass Tell Brak eine in funktionelle Einheiten gegliederte Stadt war.
Im 3. Jahrtausend war Tell Brak eine der wichtigsten Städte in Nordmesopotamien und kontrollierte den Handelsweg vom Tigris nach Anatolien. Zu dieser Zeit herrschte vermutlich eine Dynastie, die mit dem 400 Kilometer westlich gelegenen Ebla in dynastischer Heirat verbunden war. Texte von Ebla geben Auskunft über Tagri-Damu, eine Prinzessin aus Ebla, deren Heirat mit dem Kronprinzen von Nagar, Ultum-huhu, von Ijar-Damu, dem letzten König von Ebla arrangiert wurde. Die erwähnten 42 Gefäße mit Wein, die vermutlich zur Hochzeit von Ebla nach Nagar hätten geschickt werden sollen, konnten in Tell Brak bisher noch nicht ausgegraben werden.
In Tell Brak fand man bisher keine Keilschrifttafeln, aber etwa 40 km westlich am Tell Beydar wurden 1993 Keilschrifttafeln und Siegel gefunden. Tell Beydar, das antike Nabada scheint um 2300 v. Chr. unter der Vorherrschaft von Tell Brak gestanden zu haben. Dort wurde ein frühbronzezeitlicher Palast mit mehreren Heiligtümern auf der Akropolis freigelegt. Die über 1400 Siegelabrollungen und Tonplomben weisen auf regen Handel mit dem regionalen Zentrum Tell Brak hin. Während aber Beydar/Nabada in der Akkade-Zeit in die Bedeutungslosigkeit herabsank, behielt Tell Brak/Nagar seine regionale Bedeutung auch unter Sargon von Akkad und seinen Nachfolgern bei. So errichtete Naram-Sin von Akkad, wie Namensstempel in vermauerten Lehmziegeln belegen, einen befestigten Palast, der auch große Magazine enthielt. In einigen Räumen wurden Getreidereste, in anderen Gold, Silber und Edelsteine gefunden.

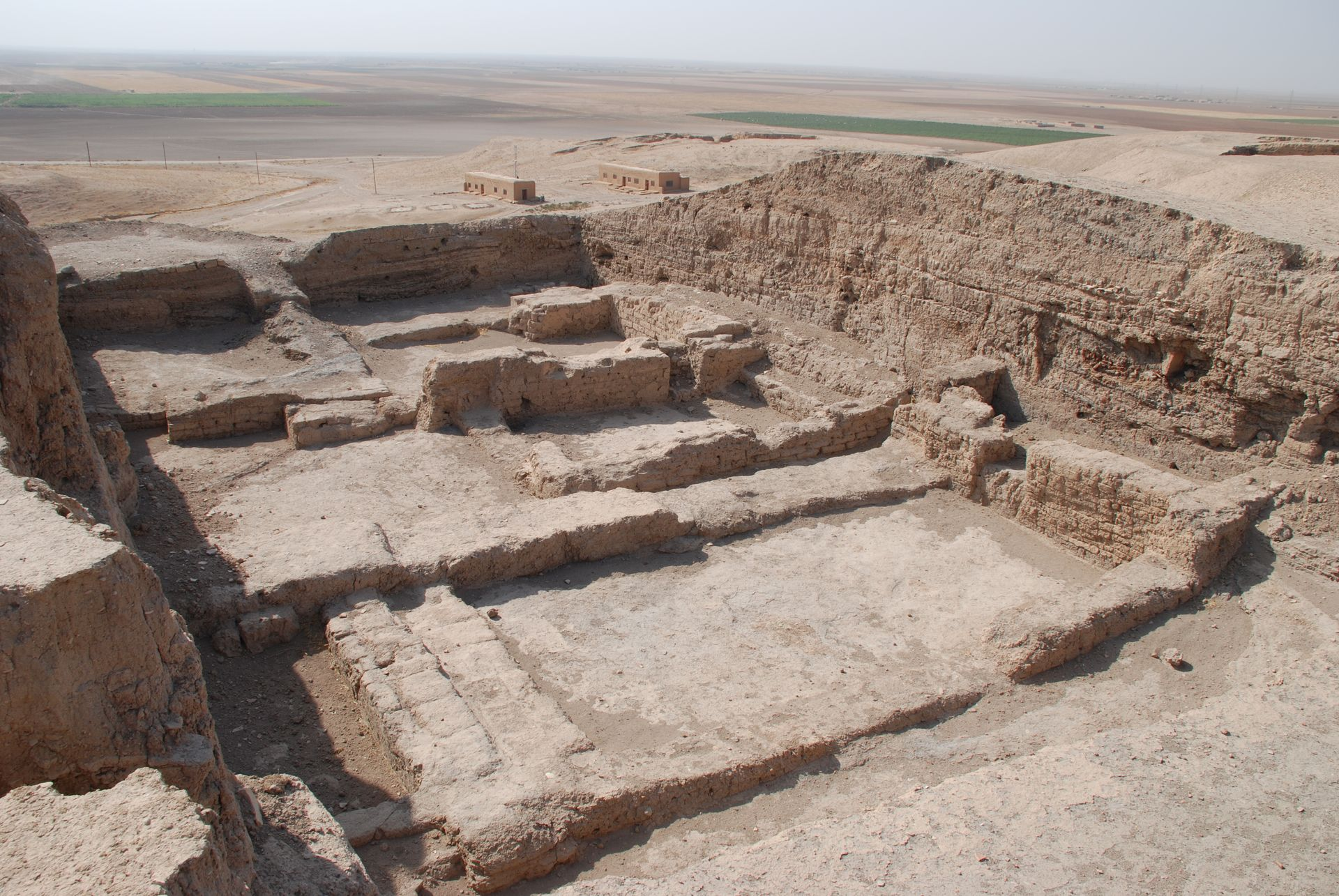
Hügelspitze im Norden. Gebiet HH, Jüngere Grabung im Bereich des Mitanni-Palastes. Im Hintergrund die Grabungshäuser

Durch Vergleiche mit den anderen ostsyrischen Fundstätten wie Tell Beydar, Tell Chuera und Tell Bi'a konnte eine einheitliche, für den Bereich des Chabur und oberen Euphrat typische Stadtanlage konstatiert werden. Nach einem einheitlichen Schema befand sich auf der Akropolis inmitten der Stadt ein Palast und mehrere integrierte bzw. angeschlossene Tempel. In Tell Beydar lagen unterhalb des Palastes mehrere Katakomben mit Gräbern, in denen die herrschende Dynastie von Nadar vermutet wird. Das sonst im frühbronzezeitlichen Syrien weit verbreitete Schema des Antentempels war hier dagegen unbekannt.
Um 2200 oder um 2000 v. Chr. kam es zu einer Siedlungsunterbrechung, deren Ursache noch strittig ist. Die akkadische Periode endete, möglicherweise verursacht durch die Ankunft der anfangs nomadischen Amurriter. Daneben wird ein Klimawandel angenommen, der zu einer Dürreperiode führte. Bis heute liegt der Ort nur knapp innerhalb der Grenze von 250 Millimeter Jahresniederschlag, bei der noch Regenfeldbau möglich ist. Fast alle der bisher in der Chabur-Region ausgegrabenen Tells wurden verlassen. Es gibt keine Keramikfunde aus dieser Zeit.
Erst von 1900 bis etwa 1400 v. Chr. taucht die sogenannte Chabur-Keramik auf, wie sie auch aus Mari, Assur und Hasanlu bekannt ist. Die spätere Wiederbesiedelung bis zum 13. Jahrhundert erfolgte nur noch partiell auf dem nördlichen Teil des Hügels, der dadurch zur heute höchsten Erhebung wurde. In diesem Gebiet, wo in den 1980er Jahren der Mitanni-Palast aus der Mitte des 2. Jahrtausends freigelegt wurde, grub bereits Mallowan Häuser derselben Zeit aus (Gebiet HH). Der Süden blieb dagegen unbesiedelt, was für die ab den 1970er Jahren tätigen Archäologen einen direkten Zugriff auf Schichten des 3. Jahrtausends bedeutete.

## Stadtbild
Tell Brak ist mit 40 Meter Höhe der größte Siedlungshügel in Nordmesopotamien und Syrien, seine Ausdehnung beträgt in Ost-West-Richtung 800 Meter, in Nord-Süd-Richtung 600 Meter. Nur Uruk in Südmesopotamien  war größer. Mitte des 4. Jahrtausends bedeckte die Siedlung eine Fläche von 110 Hektar, einschließlich einiger kleinerer Tells im Umkreis. Der heute sichtbare Tell umfasst 60 Hektar. In Untersuchungen zur Stadtentwicklung, die 2007 veröffentlicht wurden, wird von einem allmählichen Zusammenwachsen der frühen dörflichen Siedlungen im Umkreis gesprochen. Die Stadt dürfte sich demnach vom Rand zum noch unbesiedelten Inneren hin entwickelt haben. Daraus wurden Schlüsse zur möglichen politischen Organisationsform der Stadt gezogen. Anstelle einer zentralen planenden Autorität wie in Uruk wird hier, zumindest in der Anfangsphase, von einer Selbstorganisation der Siedler ausgegangen.

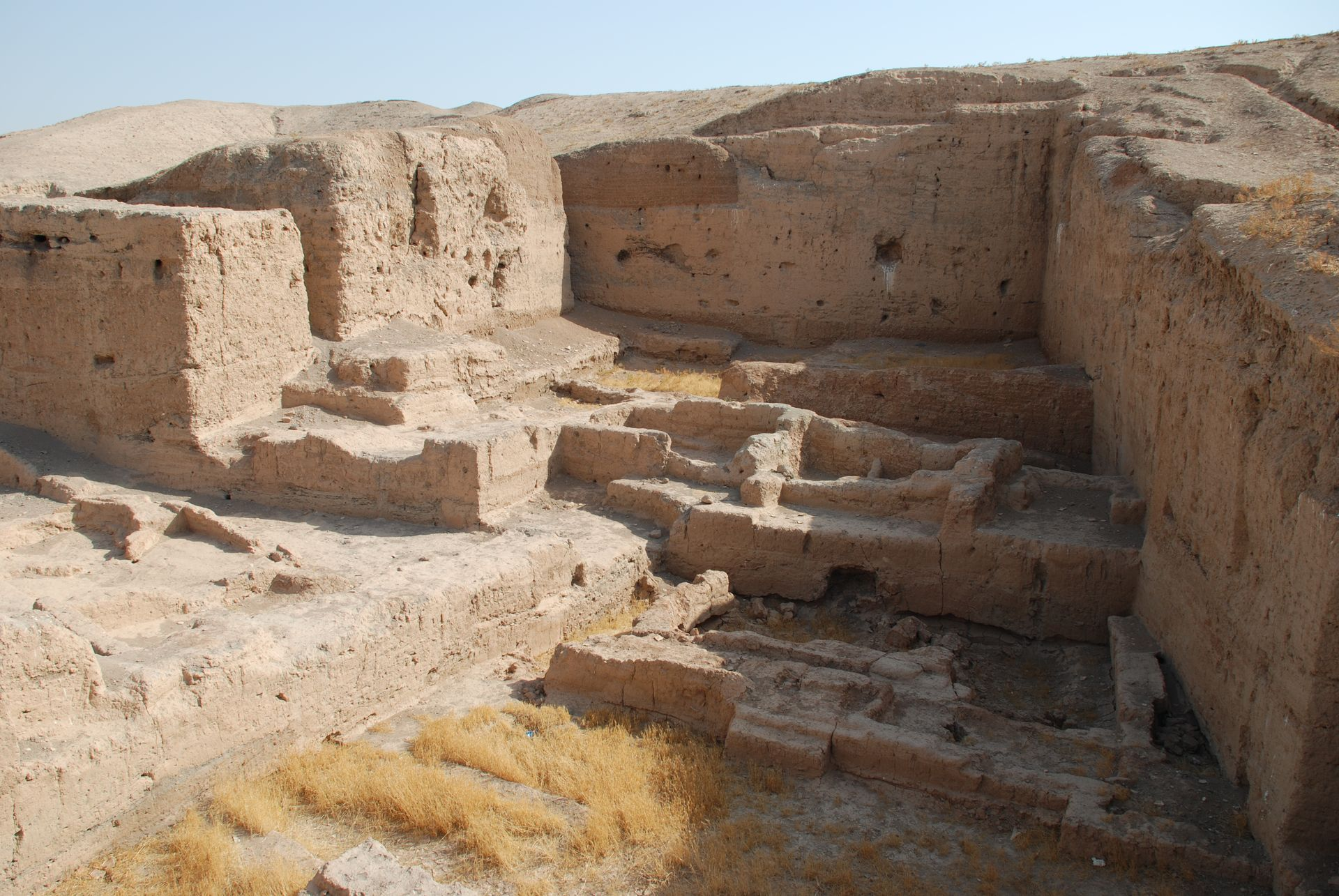
Grabung im Gebiet TW am Nordhang des Siedlungshügels. Blick von Westen

Die Wände der Gebäude bestanden überwiegend aus Lehmziegeln, die, nachdem sie ausgegraben sind, allmählich zur Unkenntlichkeit zerfallen. Vom Mitanni-Palast im Gebiet HH wurden bis zu 3,5 Meter stehende Mauern und teilweise gut erhaltene Steinplattenfußböden vorgefunden. Etwa 200 Meter südlich befinden sich in einem tiefer gelegenen Bereich die Reste des von Mallowan ausgegrabenen Naram-Sin-Palastes um 2200, tatsächlich ein befestigtes Warenlager des akkadischen Königs. An dieser Stelle stand zuvor der „Tempel der tausend Augen“. Das Bauwerk von Naram-Sin war mit etwa 100 Meter Seitenlänge annähernd quadratisch, die Außenwände hatten eine Stärke von 9 Meter. Eine solche gewaltige Anlage auf einem Tempel erbauen zu können, wird als Zeichen der Machtvollkommenheit des Königs gewertet. In einige der Lehmziegel hatte Naram-Sin seinen Namen stempeln lassen. Damit ist die bis heute einzige sichere Datierung eines Grabungshorizonts aus dem 3. Jahrtausend in Nordmesopotamien gegeben.
Im Gebiet SS im Südwesten wurde im 23. Jahrhundert ein 60 × 100 Meter großer akkadischer Gebäudekomplex errichtet, der einen Tempel, mehrere Höfe, Werkstätten mit großen Brennöfen und insbesondere einen südlichen Hof mit einem Kalksteinthron und fünf Meter breiten, säulengestützten Portalen enthielt.
Zur Schicht 2 im Gebiet FS im Nordosten gehörten Wohnhäuser vom Ende des 3. Jahrtausends, in Schicht 5 dort kamen ein ähnlicher Tempel, mehrere große Höfe und „offizielle“ Gebäude zum Vorschein.
Knapp 100 Meter westlich davon wurden seit 1997 in einem tiefen Einschnitt Schichten vom 5. bis zum beginnenden 3. Jahrtausend erforscht (Gebiet TW). Als bedeutendster Fund gilt hier in Schicht 20 (Ende 5. Jahrtausend) ein monumentaler Bau von bislang unbekannter Funktion mit einer Türschwelle aus einem Basaltstein mit den außergewöhnlichen Maßen von 1,85 × 1,52 Meter und 29 Zentimeter Stärke. Durch die Radiokarbonmethode und Topfscherben ließ sich dieser Bau in das Ende des 5. Jahrtausends datieren.

## Forschungsgeschichte

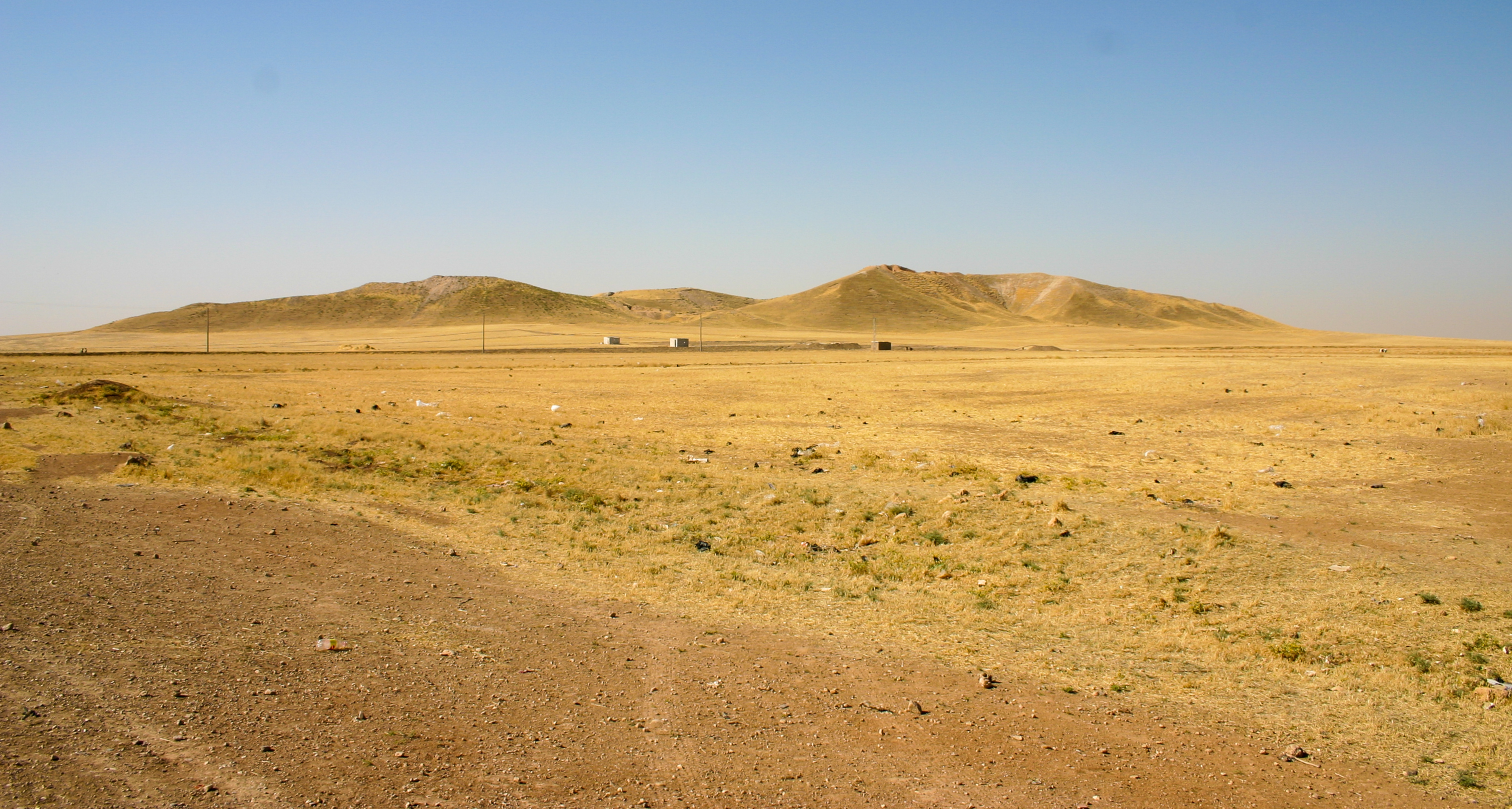
Der Siedlungshügel Tell Brak von Norden

Entdecker des Tells ist der britische Archäologe Max Mallowan (1904–1978). Er fand den Hügel im November 1934 auf einem Survey in Nordsyrien. 1937 und 1938 leitete er in den Sommermonaten die ersten Ausgrabungen. Seine Frau Agatha Christie (1890–1976) war für die Fotodokumentation, Reinigung und Registrierung der Fundstücke verantwortlich. Ein damals sensationeller Fund waren hunderte kleiner Augenidole in den Fundamenten des von Mallowan daher so benannten „Augentempels“ aus der Dschemdet-Nasr-Zeit um 2800 v. Chr. Diese Idole sind heute im Nationalmuseum in Aleppo ausgestellt.
Im Jahr 1976 wurden die Grabungen von der University of London unter der Leitung von David Oates (1924–2003) wiederaufgenommen. Dieser legte von 1985 bis 1987 auf dem höchsten Punkt des Hügels den Mitanni-Palast und einen Tempel daneben frei. Von 1998 bis 2002 standen die Grabungen unter der Leitung von Geoff Emberling von der University of Michigan. Sein Schwerpunkt war das 4. und 3. Jahrtausend im Gebiet TC. Seit etwa dem Jahr 2000 konzentrieren sich gelegentliche Grabungen auf die Zeit von Uruk (4100–3100) und die archäologisch wenig erforschte Zeit der Mitte des 3. Jahrtausends. Henry Wright unternahm als Leiter von 2002 bis 2006 einen Survey des Umlandes in einem Radius bis zu 20 Kilometer. Seit 2006 leitet Augusta McMahon von der University of Cambridge das Projekt. Ihr Programm setzt die Grabungstätigkeiten in den Siedlungsschichten des 5. Jahrtausends im Gebiet TW fort. 2008 wurden in einem kleinen Hügel etwa 500 Meter nordwestlich in fünf Meter Tiefe Massengräber und mehrere hundert Tonstempel, die Tierfiguren zeigen, aus dem Ende des 5. Jahrtausend gefunden.